# Одеський головпоштамт

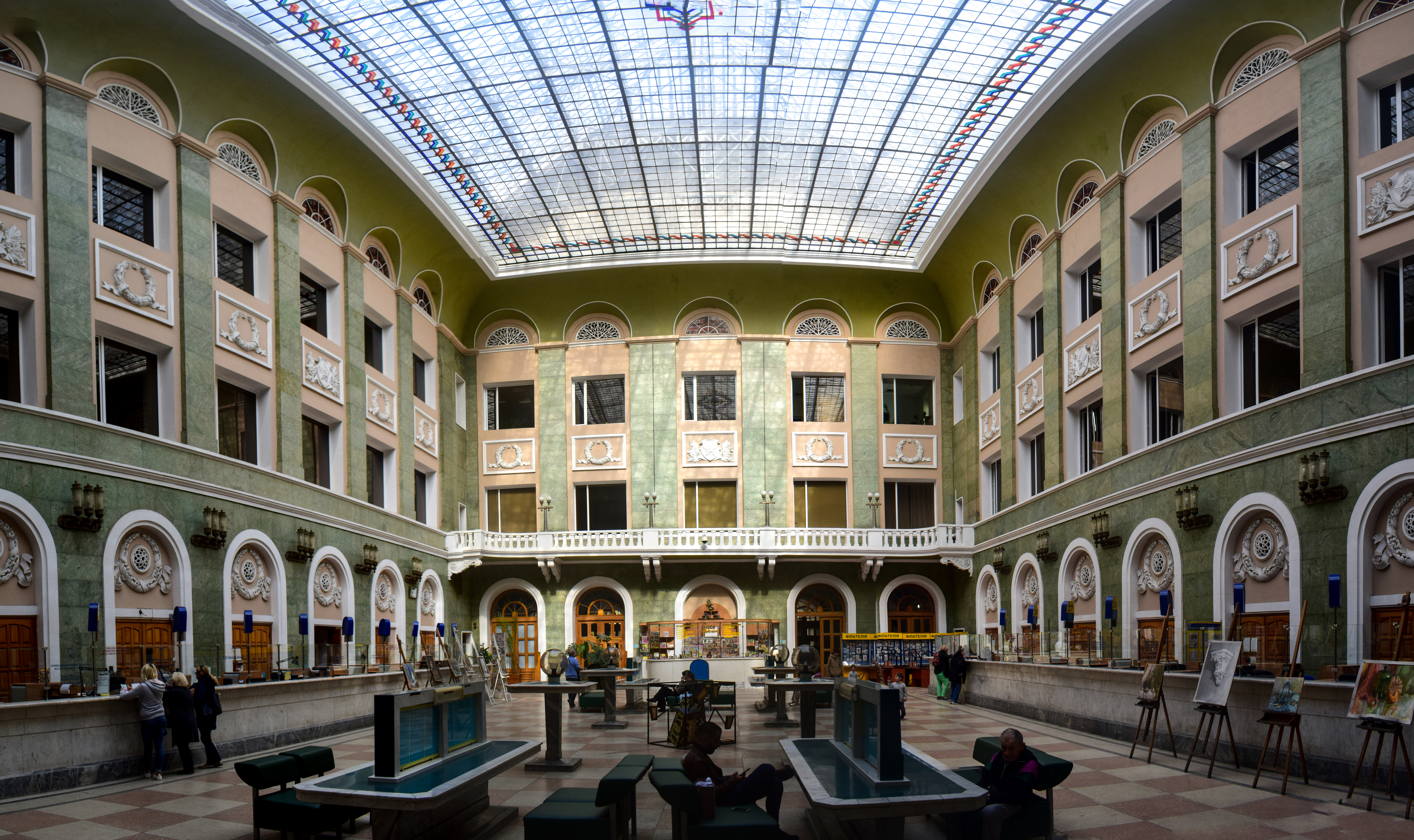

Одеський головпоштамт — історична будівля міста Одеси, об'єкт культурної спадщини. Зведена у 1893–1895 рр. за проектом архітекторів Володимира Федоровича Харламова (1860–1907) і Владислава Домбровського, підрядник — десятник А. Дорофєєв.

## Історія і опис споруди
Ділянку для будівництва було обрано спеціально створеною для цього комісією. Ділянка виходила на Садову і Коблевську вулиці і з огляду на це було споруджено комплекс, що складався з двох будівель - Поштамт розмістився з боку садової вулиці, а буднок поштово-телеграфних службовців по Коблевській. Споруда поштамту створена цілеспрямовано для об'єднання всіх послуг зв'язку (пошта, телеграф, телефон) в одному комплексі. Перша в Російській імперії будівля, спеціально спроектований як вузол зв'язку. Будував поштамт запрошений з Санкт-Петербурга архітектор В. Ф. Харламов, автор вельми схожого зовні будівлі Ісидоровського єпархіального училища, а також будинку Суворіна. Витягнута вздовж вулиці Садової будівля має величезний центральний зал, освітлений через прозору покрівлю. 
До 1917 поштамт працював з 8 до 20 год., для відвідувачів діяв безкоштовний гардероб, на вході стояв швейцар. Кожне з 26 операційних вікон центрального залу працювало за своїм графіком.
Будівлі поштамту та поштово-телеграфних службовців було сильно пошкоджено під час війни 1941–1945 рр., особливо — при спробі німецьких окупантів підірвати його перед вигнанням Одеси у 1944 році. З 1945 по 1962 роки поштамт розташовувався на вулиці Гоголя, 12. Проект відновлення будівлі поштамту затвердили в 1956 році, всі роботи виконали у 1956–1962 рр. Якщо поштамт отримав напів автентичний фасад, то фасад будинку поштово-телеграфних службовців було створено наново у формах радянського неокласицизму. Будівля утратила адміністративну функцію і після перебудови став суто житловим.

## Адреса і статус
Одеса, вул. Садова 10. Пам'ятка архітектури місцевого значення з 1982 р. — за рішенням Одеського облвиконкому № 230 від 20.04.1982.